# David Sansone
David Sansone (* 23. September 1946) ist ein US-amerikanischer Klassischer Philologe (Gräzist).
Nach dem A.B. am Hamilton College in Clinton, New York (1968) und dem M.A. an der University of Wisconsin (1969) erwarb David Sansone den Ph.D. 1972 ebendort bei Friedrich Solmsen mit einer Dissertation zu Aeschylean Metaphors for Intellectual Activity. Eine erste Anstellung fand er als Assistant Professor of Classics an der University of Hawaii (1972–1974). 1974 wechselte er in gleicher Funktion an die University of Illinois at Urbana-Champaign und wurde dort 1980 Associate Professor, 1988 Professor. Ab 2011 ist er Professor Emeritus.
Er gehört den Herausgebergremien der Fachzeitschriften Classical Philology (seit 1988) und Illinois Classical Studies (seit 1987) sowie der Rezensionszeitschrift Bryn Mawr Classical Review (1994–2004) an, für die er zahlreiche Besprechungen verfasste.
Forschungsschwerpunkte sind die griechische Tragödie (insbesondere Aischylos und Euripides) und die antike griechische Philosophie (Platon).

## Schriften (Auswahl)
- Aeschylean Metaphors for Intellectual Activity. (Hermes – Einzelschriften, 35). F. Steiner, Wiesbaden 1975 (Dissertation, University of Wisconsin, 1972).
- (Hrsg.): Euripides, Iphigenia in Tauris. B. G. Teubner, Leipzig 1981.
- Greek Athletics and the Genesis of Sport. University of California Press, Berkeley 1988.
- (Hrsg.): Plutarch, Lives of Aristeides and Cato. Aris & Phillips, Warminster 1989.
- mit Martin Cropp und Kevin Hargreaves Lee (Hrsg.): Euripides and Tragic Theatre in the Late Fifth Century. In: Illinois Classical Studies 24–25 (1999–2000).
- Ancient Greek Civilization. Blackwell’s, Oxford 2004; zweite Auflage 2009.
- Greek Drama and the Invention of Rhetoric. Wiley, Malden and Oxford 2012. – Rezension von Ruth Scodel, Bryn Mawr Classical Review 2013.06.16
- (Hrsg.): Plato, Menexenus. (Cambridge Greek and Latin classics). Cambridge University Press, Cambridge 2020. – Rezension von Geoff Bakewell, Bryn Mawr Classical Review 2023.04.31
- (Hrsg.): Plato, Republic, Book I. (Cambridge Greek and Latin classics). Cambridge University Press, Cambridge 2023. – Rezension von Christopher Moore, Bryn Mawr Classical Review 2024.04.22